# Table des caractères Unicode/U11A00
Cette page contient des caractères spéciaux ou non latins. S’ils s’affichent mal (▯, ?, etc.), consultez la page d’aide Unicode.
Table des caractères Unicode U+11A00 à U+11A4F.

## Zanabazar Quadratique
Caractères inventés par Zanabazar utilisés pour l'écriture du Mongol

### Table des caractères
| U+11A40 | 𑩀 | 𑩁 | 𑩂 | 𑩃 | 𑩄 | 𑩅 | 𑩆 | 𑩇 |  |